# Cladobotryum polypori
Cladobotryum polypori är en svampart som först beskrevs av Dearn. & House, och fick sitt nu gällande namn av Rogerson & Samuels 1993. Cladobotryum polypori ingår i släktet Cladobotryum och familjen Hypocreaceae.   Inga underarter finns listade i Catalogue of Life.